# Colinas (Maranhão)

Colinas é um município brasileiro do estado do Maranhão. Localiza-se a uma latitude 06º01'33" sul e a uma longitude 44º14'57" oeste, estando a uma altitude de 141 metros. Sua população é de 42.196 habitantes de acordo com o IBGE/2018. Possui uma área de 1.980,552 km² e a maior cidade da Microrregião chapadas do alto itapecuru.
Considerada a “Princesinha do Alto Sertão Maranhense”, banhada pelas águas mornas dos rios Itapecuru e Alpercatas, rodeada pela Mata dos Cocais e floresta típicas da Pré-Amazônia Maranhense, Colinas é uma cidade encravada no meio de um grande vale, cercados de colinas e serras, daí origina-se seu nome.[carece de fontes?]
É a cidade polo da Região de Planejamento do Alpercatas, sendo o município com maior população, maior centro comercial, educacional onde disponibiliza de vários campi como: IFMA, IEMA , Uema, Polo Anhanguera, Polo EAD Estácio de Sá. É a maior cidade, também, da microrregião Alto Itapecuru

## História
Colinas (na época "Picos") recebeu status de cidade pela lei estadual nº 76, de 10 de abril de 1891 e recebeu a sua atual denominação em 1943.

## Geografia
Colinas está localizada na região conhecida desde o início do século XIX como sertão do Alto Itapecuru. O bioma predominante do município de Colinas é o cerrado.
| Área urbanizada [2019]                | 11,06 km²   |
| Esgotamento sanitário adequado [2010] | 4,3 %       |
| Arborização de vias públicas [2010]   | 63,5 %      |
| Urbanização de vias públicas [2010]   | 1,7 %       |
| População exposta ao risco [2010]     | 630 pessoas |

Fonte: IBGE
| Área da unidade territorial [2024] | 1.978,669 km²                                            |
| Hierarquia urbana [2018]           | Centro de Zona B                                         |
| Região de Influência [2018]        | Arranjo Populacional de São Luís/MA - Capital Regional A |
| Região intermediária [2024]        | Presidente Dutra                                         |
| Região imediata [2024]             | Colinas                                                  |
| Mesorregião [2022]                 | Leste Maranhense                                         |
| Microrregião [2022]                | Chapadas do Alto Itapecuru                               |

Fonte: IBGE
O território municipal se estende às margens do rio Itapecuru e rio Alpercatas, mas sua sede está situada na margem direita do Rio Itapecuru, recebendo a mesma denominação do município. Distante 437 quilômetros de São Luís, a cidade é cortada pelas rodovias BR-135, MA-132 e MA-270.
Uma das maneiras de proteger as nascentes é abrindo aceiros no cerrado. Os brigadistas abrem clareiras na vegetação para impedir a passagem do fogo. Os satélites flagraram 768 focos de calor em agosto, um dos meses mais quentes do ano. A defesa civil emite estado de alerta para a baixa umidade do ar pois as taxas na região ficam abaixo de 30%, um clima de deserto em pleno cerrado.[carece de fontes?]
O clima da região é úmido, devido à aproximação com o rio Itapecuru, com estações bem definidas, períodos de chuva e de estiagem, com uma temperatura que varia em torno dos 34º durante o dia. Já à noite, há uma temperatura agradável, podendo chegar até 20º. Segundo dados do Instituto Nacional de Meteorologia (INMET), desde 1976 a menor temperatura registrada em Colinas foi de 13,5 °C em 8 de agosto de 1977 e a maior atingiu 41 °C em 25 de outubro de 2017. O recorde de precipitação acumulada em 24 horas é de 155,3 mm em 26 de novembro de 2004, seguido por 153,3 mm em 27 de março de 1978.
| Dados climatológicos para Colinas (OMM: 82676)                                                 | Dados climatológicos para Colinas (OMM: 82676) | Dados climatológicos para Colinas (OMM: 82676) | Dados climatológicos para Colinas (OMM: 82676) | Dados climatológicos para Colinas (OMM: 82676) | Dados climatológicos para Colinas (OMM: 82676) | Dados climatológicos para Colinas (OMM: 82676) | Dados climatológicos para Colinas (OMM: 82676) | Dados climatológicos para Colinas (OMM: 82676) | Dados climatológicos para Colinas (OMM: 82676) | Dados climatológicos para Colinas (OMM: 82676) | Dados climatológicos para Colinas (OMM: 82676) | Dados climatológicos para Colinas (OMM: 82676) | Dados climatológicos para Colinas (OMM: 82676) |
| Mês                                                                                            | Jan                                            | Fev                                            | Mar                                            | Abr                                            | Mai                                            | Jun                                            | Jul                                            | Ago                                            | Set                                            | Out                                            | Nov                                            | Dez                                            | Ano                                            |
| ---------------------------------------------------------------------------------------------- | ---------------------------------------------- | ---------------------------------------------- | ---------------------------------------------- | ---------------------------------------------- | ---------------------------------------------- | ---------------------------------------------- | ---------------------------------------------- | ---------------------------------------------- | ---------------------------------------------- | ---------------------------------------------- | ---------------------------------------------- | ---------------------------------------------- | ---------------------------------------------- |
| Temperatura máxima recorde (°C)                                                                | 37,5                                           | 36                                             | 36,1                                           | 35,5                                           | 36,5                                           | 36,5                                           | 38,8                                           | 39,7                                           | 40,3                                           | 41                                             | 40,2                                           | 40,7                                           | 41                                             |
| Temperatura máxima média (°C)                                                                  | 31,8                                           | 31,6                                           | 31,5                                           | 31,9                                           | 32,4                                           | 33,1                                           | 33,8                                           | 35,4                                           | 36,3                                           | 36                                             | 34,3                                           | 32,9                                           | 33,4                                           |
| Temperatura mínima média (°C)                                                                  | 22,2                                           | 22,2                                           | 22,4                                           | 22,4                                           | 21,7                                           | 19,9                                           | 19,1                                           | 19,2                                           | 21,3                                           | 23                                             | 23                                             | 22,6                                           | 21,6                                           |
| Temperatura mínima recorde (°C)                                                                | 18,6                                           | 19                                             | 19,8                                           | 19,4                                           | 16,8                                           | 15,2                                           | 13,9                                           | 13,5                                           | 14,8                                           | 16,2                                           | 18,6                                           | 19,2                                           | 13,5                                           |
| Precipitação (mm)                                                                              | 194,1                                          | 191,6                                          | 249,4                                          | 176,5                                          | 79,7                                           | 14,1                                           | 8,7                                            | 6,9                                            | 24,1                                           | 60,8                                           | 104,7                                          | 128,9                                          | 1 239,5                                        |
| Dias com precipitação (≥ 1 mm)                                                                 | 12                                             | 13                                             | 16                                             | 13                                             | 6                                              | 1                                              | 1                                              | 1                                              | 2                                              | 4                                              | 6                                              | 8                                              | 83                                             |
| Umidade relativa compensada (%)                                                                | 82,5                                           | 84,2                                           | 85,9                                           | 84,9                                           | 80,9                                           | 73,1                                           | 64,8                                           | 57                                             | 55,5                                           | 60,8                                           | 70,6                                           | 76,9                                           | 73,1                                           |
| Insolação (h)                                                                                  | 142                                            | 131                                            | 152,3                                          | 175,8                                          | 219,6                                          | 270                                            | 293,4                                          | 301,3                                          | 253,1                                          | 223,9                                          | 178,6                                          | 167,5                                          | 2 508,5                                        |
| Fonte: INMET (normal climatológica de 1991-2020; recordes de temperatura: 01/06/1976-presente) |                                                |                                                |                                                |                                                |                                                |                                                |                                                |                                                |                                                |                                                |                                                |                                                |                                                |

## Demografia
De acordo com o Censo Demográfico de 2022, a população do município de Colinas era de 40.316 habitantes e a densidade demográfica era de 20,38 habitantes. Comparando-se com outros municípios do estado do Maranhão, ficava nas posições 30 e 99 de 217. Já a estimativa populacional para 2024 era de 41.745 pessoas.

## Economia
Em 2021, o PIB per capita da cidade de Colinas era de R$ 13.349,73. Comparando-se com outros municípios do estado do Maranhão, ficava na posição 46 de 217. Já o percentual de receita externas em 2023 era de 92,87%, o que o colocava na posição 124 de 217.
| PIB per capita [2021]                                                                           | 13.349,73 R$      |
| Índice de Desenvolvimento Humano Municipal (IDHM) [2010]                                        | 0,596             |
| Total de receitas brutas realizadas [2023]                                                      | 174.567.167,70 R$ |
| Transferências correntes (Percentual em relação às receitas correntes brutas realizadas) [2023] | 92,87 %           |
| Total de despesas brutas empenhadas [2023]                                                      | 173.115.851,20 R$ |

Fonte: IBGE
| Salário médio mensal dos trabalhadores formais [2022]                                             | 1,6 salários mínimos |
| Pessoal ocupado [2022]                                                                            | 4.869 pessoas        |
| População ocupada [2022]                                                                          | 12,08 %              |
| Percentual da população com rendimento nominal mensal per capita de até 1/2 salário mínimo [2010] | 55,1 %               |

Fonte: IBGE

## Educação
Em 2010, a taxa de escolarização de 6 a 14 anos de idade no município de Colinas era de 97,2%. Comparando-se com outros municípios do estado do Maranhão, ficava na posição 78 de 217.
| Taxa de escolarização de 6 a 14 anos de idade [2010]             | 97,2 %           |
| IDEB – Anos iniciais do ensino fundamental (Rede pública) [2023] | 4,7              |
| IDEB – Anos finais do ensino fundamental (Rede pública) [2023]   | 4,0              |
| Matrículas no ensino fundamental [2023]                          | 6.015 matrículas |
| Matrículas no ensino médio [2023]                                | 1.823 matrículas |
| Docentes no ensino fundamental [2023]                            | 408 docentes     |
| Docentes no ensino médio [2023]                                  | 108 docentes     |
| Número de estabelecimentos de ensino fundamental [2023]          | 57 escolas       |
| Número de estabelecimentos de ensino médio [2023]                | 6 escolas        |

Fonte: IBGE